# Kat Dennings
Katherine Victoria Litwack (Bryn Mawr, 13 de junio de 1986), más conocida como Kat Dennings, es una actriz estadounidense. Es conocida por sus papeles protagónicos como Max Black en la comedia de CBS 2 Broke Girls (2011-2017) y como Darcy Lewis en las películas de superhéroes del Marvel, Thor (2011), Thor: The Dark World (2013) y Thor: Love and Thunder (2022), y en las miniseries de Disney+, WandaVision (2021) y What If...? (2021).
Desde que hizo su debut actoral en el 2000, Dennings ha aparecido en películas como Virgen a los 40 (2005), Big Momma's House 2 (2006), Charlie Bartlett (2007), The House Bunny (2008), Nick and Norah's Infinite Playlist (2008), Defendor (2009) y Suburban Gothic (2014).

## Biografía
De familia judía, Kat nació el 13 de junio de 1986 en el área censal de Bryn Mawr, cercana a Filadelfia, Pensilvania. Su madre, Ellie Judith Litwack, es una poetisa y logopeda, y su padre, Gerald J. Litwack, es un farmacólogo molecular y catedrático del Departamento de Ciencias Básicas de The Commonwealth Medical College en Scranton, Pensilvania. Dennings es la menor de cinco hermanos. Dennings creció en Penn Cottage, una casa histórica construida en 1694 en Wynnewood, Pensilvania, que según ella estaba hechizada.
Comenzando su carrera a los 9 años actuando en comerciales, Kat dijo que su familia nunca tuvo mucho dinero para un entrenamiento formal de actuación. Su primer trabajo como actriz fue un anuncio de papas fritas que incluía un ingrediente venenoso y nunca llegó al mercado. En sus primeros años, trabajó como extra para ganar su tarjeta SAG.
Fue educada en el hogar; y solamente se matriculó en una escuela tradicional durante medio día, en la Friends' Central School. Se graduó de la escuela temprano, a la edad de 14 años. Se mudó con su familia a Los Ángeles, California, en 2002, para que ella pudiera actuar a tiempo completo. Adoptó el apellido Dennings como su nombre artístico durante esa época. Dennings indicó en la revista Interview en 2007 que sus padres inicialmente consideraron su idea de iniciar una carrera como actriz como "la peor idea posible".

## Carrera

### 2000–2003: inicios
Dennings hizo su debut profesional con una aparición en Sexo en Nueva York de HBO en 2000, en el episodio "Hot Child in the City", interpretando a una desagradable niña de 13 años que contrata a Samantha para que se encargue de la publicidad de su bat mitzvah. Luego protagonizó la breve comedia de situación de WB, Raising Dad de 2001 a 2002 como Sarah, una joven de 15 años criada por su padre viudo (Bob Saget), con una hermana preadolescente (Brie Larson). En 2002, Dennings apareció en la película de Disney Channel, The Scream Team interpretando a una adolescente que se topa con un grupo de fantasmas. Fue elegida para una aparecer en cinco episodios en Everwood de The WB, pero el papel finalmente quedó en manos de Nora Zehetner.

### 2004–2011: Debut en un largometraje y otros papeles

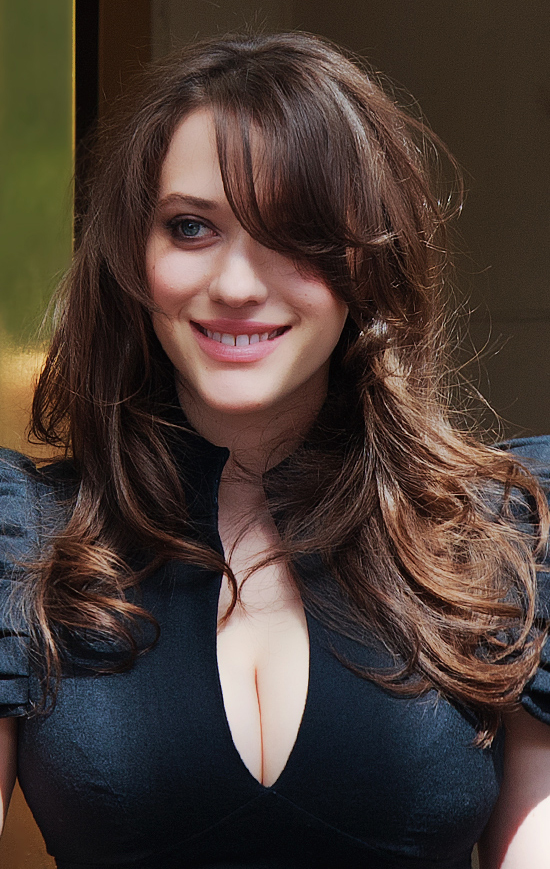
Dennings en el Festival Internacional de Cine de Toronto 2010.

Dennings continuó trabajando en televisión, como estrella invitada en Without a Trace como una adolescente cuyo novio desaparece, y en Less than Perfect de 2003. En febrero de 2004, fue elegida para un piloto de CBS titulado Sudbury, sobre una familia de brujas modernas, basada en la película Practical Magic de 1998, pero la serie no fue elegida. Dennings tuvo un papel recurrente en ER de 2005 a 2006 como Zoe Butler, y protagonizó la franquicia CSI dos veces: primero en CSI, como Missy Wilson, en el episodio de 2004 "Early Rollout"; y luego, en CSI: NY como Sarah Endecott, en el episodio de 2005 "Manhattan Manhunt". Dennings hizo su debut cinematográfico en Raise Your Voice de Hilary Duff en 2004 como Sloane, una sombría estudiante de piano. En 2005, consiguió papeles secundarios como la hija del personaje de Catherine Keener en Virgen a los 40 y como April en Down in the Valley. En 2006, Dennings interpretó a una adolescente rebelde en la película de comedia policial Big Momma's House 2, protagonizada por Martin Lawrence.
Dennings protagonizó Charlie Bartlett en 2008, la historia de un adolescente adinerado (Anton Yelchin) que actúa como psiquiatra en su nueva escuela secundaria pública. Interpretó a Susan Gardner, el interés amoroso de Bartlett y la hija del director de la escuela (Robert Downey, Jr.). Dennings apareció en The House Bunny ese año, como Mona, una chica de hermandad feminista con piercings. También protagonizó el romance adolescente Nick and Norah's Infinite Playlist, con Michael Cera. Dennings interpretó a Norah Silverberg, la hija de un famoso productor de discos, y fue nominada para el Premio Satellite de la International Press Academy a la Mejor Actriz por su interpretación.
En septiembre de 2008, Dennings esperaba convertir la novela End Zone, de Don DeLillo, en una película. Los actores Sam Rockwell y Josh Hartnett estuvieron involucrados, pero el proyecto no recibió luz verde debido a su controvertido tema de la guerra nuclear. En 2009, Dennings apareció en The Answer Man, una historia sobre un autor famoso cuyos manifiestos se convierten en una especie de nueva Biblia. También coprotagonizó la película oscura para niños Shorts, dirigida por Robert Rodriguez, ese año. Interpretó a la hermana mayor adolescente del protagonista Toe (Jimmy Bennett), Stacey Thompson. Dennings y otras estrellas en ascenso aparecieron en la edición de agosto de 2009 de Vanity Fair, recreando escenas de películas famosas de la era de la Depresión, siendo la suya de Sydney Pollack, They Shoot Horses, Don't They? (1969). Posteriormente, Dennings participó en la comedia romántica Liars (A to E). Sin embargo, el proyecto dirigido por Richard Linklater fue cancelado debido a recortes en Miramax Films por parte de la empresa matriz del estudio, Disney. Dennings apareció en la película de superhéroes Defendor en 2009, protagonizada por Woody Harrelson y Sandra Oh, interpretando a una prostituta adicta al crack.
Al año siguiente, protagonizó la película independiente Daydream Nation como una niña que se muda de la ciudad a un extraño pueblo rural y se ve atrapada en un triángulo amoroso con su maestro de secundaria (Josh Lucas) y un traficante de drogas adolescente (Reece Thompson). La película comenzó a rodarse en Vancouver a principios de 2010 y fue escrita y dirigida por Michael Golbach. En mayo de 2010, Dennings apareció en un video musical de "40 Dogs (Like Romeo and Juliet)", un sencillo del músico Bob Schneider, residente en Austin, Texas. Robert Rodriguez dirigió el video, que fue filmado en varios lugares de dicha ciudad. Dennings formó parte del elenco de la película Thor de Marvel Studios, estrenada en mayo de 2011 y dirigida por Kenneth Branagh. Interpretó a Darcy Lewis, la sarcástica compañera y asistente del personaje de Natalie Portman, Jane Foster, conocedora de la tecnología. La película entró en producción en enero de 2010 y se rodó en Nuevo México durante seis semanas a principios de 2010.

### 2011–presente:2 Broke Girlsy proyectos futuros

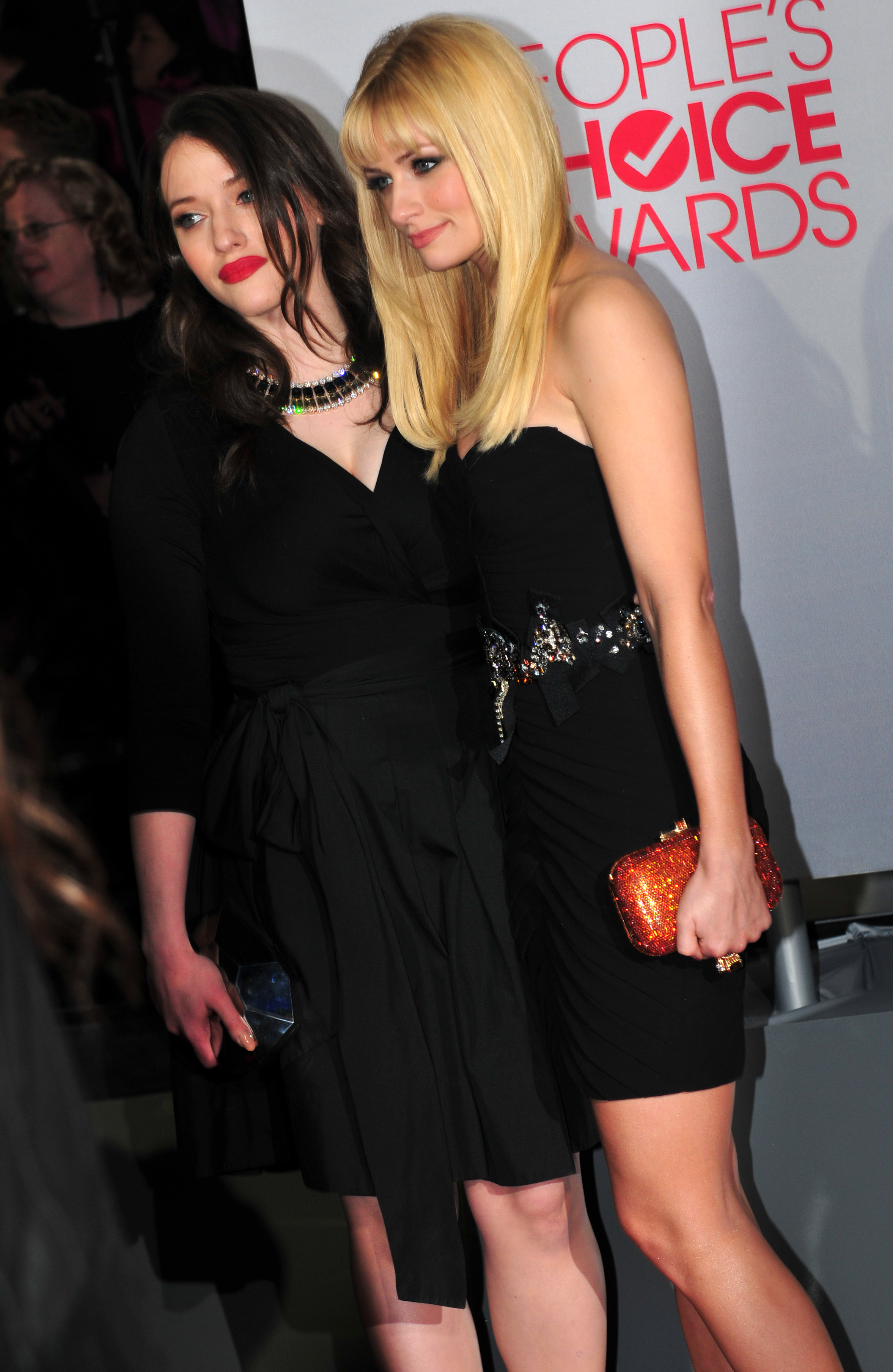
Dennings con su coprotagonista de 2 Broke Girls, Beth Behrs, en los 38th People's Choice Awards en enero de 2012.

En febrero de 2011, Dennings participó en 2 Broke Girls, una comedia de situación de CBS escrita y producida por Michael Patrick King y la comediante Whitney Cummings. La serie debutó el 19 de septiembre de 2011 y sigue la vida de dos niñas subempleadas. Beth Behrs coprotagoniza como una heredera de Manhattan que perdió su herencia, mientras que Dennings interpreta a una chica dura y franca de Brooklyn. A Dennings le gustó la idea de llegar a un público más amplio con su trabajo, por lo que aceptó el papel en la comedia de situación de la cadena televisiva. El 12 de mayo de 2017, CBS canceló la serie después de seis temporadas.
Dennings protagonizó la película dramática To Write Love on Her Arms (originalmente titulada Renee) en 2012, con Chad Michael Murray y Rupert Friend. Interpretó a Renee Yohe, una adolescente de Florida que luchó contra el abuso de sustancias y las autolesiones, y que inspiró la fundación de la organización sin fines de lucro To Write Love on Her Arms. La película comenzó a producirse en Orlando, Florida, en febrero de 2011. A mediados de 2012, Dennings filmó el largometraje independiente Suburban Gothic, interpretando a una cantinera de un pueblo pequeño. La película se estrenó en 2014. Dennings presentó a The Black Keys en la 55.ª entrega de los premios Grammy el 10 de febrero de 2013. Apareció en un video musical para el sencillo de Hanson "Get the Girl Back", junto a Nikki Reed. Las actrices son amigas cercanas y ambas son fanáticas del grupo pop. El video se estrenó el 4 de abril de 2013. En 2013, Dennings repitió su papel de Darcy Lewis en la secuela de superhéroes, Thor: The Dark World. Trabajó en la película y en 2 Broke Girls al mismo tiempo, y viajó a Londres para filmar durante seis meses entre descansos en su comedia de situación de CBS.
En 2018 se anunció que Dennings interpretaría a Abby en la película de comedia, Friendsgiving. Dennings protagonizó la serie de comedia de Hulu, Dollface, a partir de noviembre de 2019. El 17 de enero de 2020, se anunció que Dollface fue renovada para una segunda temporada. Repitió su papel de Darcy Lewis en el Universo Cinematográfico de Marvel con un papel secundario en la serie de superhéroes de Disney+ WandaVision, que se estrenó el 15 de enero de 2021, y en Thor: Love and Thunder, en un cameo, que se estrenó en julio de 2022.

## Vida personal
Los pasatiempos de Dennings incluyen tejer, jardinería, pintar y leer. Uno de sus libros favoritos es The Phantom Tollbooth de Norton Juster. De 2001 a 2010, Dennings mantuvo un blog y también incursionó en los blogs de video en YouTube. En diciembre de 2008, Dennings le dijo a la revista BlackBook: "No bebo y no fumo y no me gusta estar cerca de personas que lo hacen". En 2013, The New York Times informó que Dennings practica la Meditación Trascendental.
Dennings tenía la intención de postularse para la escuela de arte, pero su carpeta de trabajos se arruinó debido a una inundación que tomó como una señal de que no estaba destinado a serlo. Vincent van Gogh y Edgar Degas son sus artistas favoritos. El bienestar animal es un tema cercano al corazón de Dennings. Habiendo superado los problemas de imagen corporal cuando era adolescente, Dennings defendió a Billie Eilish de los troles en Twitter que la avergonzaron en 2020. Dennings vive en Los Ángeles con su gato, Millie.

### Relaciones
A principios de 2011 empezó una relación con el también actor Nick Zano, quien interpretó a Johnny, personaje recurrente de la serie 2 Broke Girls, de la cual Dennings fue protagonista. A principios de 2014 terminaron su relación. Luego, salió con el famoso cantante nominado a un Grammy, Josh Groban de 2014 a 2016.
El 6 de mayo de 2021, se confirmó que Dennings estaba en una relación con el músico Andrew W.K.; los dos se conocieron en Los Ángeles a principios de ese año. Una semana después, el 13 de mayo de 2021, la pareja anunció su compromiso en Instagram. Dennings ha sido fan de W.K. desde al menos 2014. Se casaron en noviembre de 2023.

## Filmografía

### Cine
| Año  | Título                             | Papel                      | Notas |
| ---- | ---------------------------------- | -------------------------- | --- |
| 2022 | Thor: Love and Thunder             | Darcy Lewis                | Cameo |
| 2020 | Friendsgiving                      | Abby                       | Protagonista |
| 2015 | Hollywood Adventures               | Ella misma                 | Cameo |
| 2014 | Suburban Gothic                    | Becca                      | Protagonista |
| 2013 | Thor: The Dark World               | Darcy Lewis                | Personaje secundario                                                                                                 |
| 2012 | To Write Love on Her Arms          | Renee Yohe                 | Protagonista |
| 2011 | Thor                               | Darcy Lewis                | Personaje secundario                                                                                                 |
| 2010 | Daydream Nation                    | Caroline Wexler            | Protagonista |
| 2009 | The Answer Man                     | Dahlia                     | Coprotagonista |
| 2009 | Shorts (La Piedra Mágica)          | Stacey Thompson            | Protagonista |
| 2009 | Defendor                           | Katrina "Kat" Debrofkowitz | Protagonista |
| 2008 | The House Bunny                    | Mona Tyler                 | Protagonista |
| 2008 | Nick and Norah's Infinite Playlist | Norah Silverberg           | Nominada — Premio Satellite a la mejor actriz - Musical o comedia Nominada — Premio MTV Movie a la actriz revelación |
| 2007 | Charlie Bartlett                   | Susan Gardner              | Protagonista |
| 2006 | Big Momma's House 2                | Molly Fuller               | Coprotagonista |
| 2005 | Down in the Valley                 | April                      | Personaje secundario                                                                                                 |
| 2005 | Virgen a los 40                    | Marla Piedmont             | Personaje secundario                                                                                                 |
| 2005 | London                             | Lilly                      | Personaje secundario                                                                                                 |
| 2004 | Raise Your Voice                   | Sloane                     | Coprotagonista |

### Televisión
| Año         | Título                         | Papel                   | Notas                                                   |
| ----------- | ------------------------------ | ----------------------- | ------------------------------------------------------- |
| 2025        | Shifting Gears                 | Riley                   | Principal                                               |
| 2021        | Marvel Studios: Unidos         | Ella misma              | Documental; Episodio: "Creando WandaVision"             |
| 2021        | WandaVision                    | Darcy Lewis             | Principal                                               |
| 2019 - 2022 | Dollface                       | Jules Wiley             | Protagonista, también productora ejecutiva              |
| 2018        | Dallas & Robo                  | Dallas Moonshiner (voz) | Principal, 8 episodios; también productora              |
| 2017        | Los Simpson                    | Valerie (voz)           | Episodio: "Mr. Lisa's Opus"                             |
| 2017 - 2020 | Big Mouth                      | Leah Birch (voz)        | 13 episodios                                            |
| 2015 - 2018 | Drunk History                  | Varios                  | 3 episodios                                             |
| 2015        | RuPaul's Drag Race             | Ella misma / Jurado     | Episodio: "ShakesQueer"                                 |
| 2014        | The Newsroom                   | Blair Lansing           | Episodio: "Run"                                         |
| 2014        | People's Choice Awards de 2014 | Ella misma              | Presentadora de la entrega de premios                   |
| 2014        | Sesame Street                  | Ella misma              | Episodio: "Bert's Training Wheels"                      |
| 2012        | Robot Chicken                  | Varios                  | Episodio: "Executed by the State"                       |
| 2011 - 2017 | 2 Broke Girls                  | Max                     | Protagonista                                            |
| 2010        | American Dad!                  | Jurado femenino (voz)   | Episodio: "The People vs. Martin Sugar"                 |
| 2009        | American Dad!                  | Tanqueray (voz)         | Episodio: "G-String Circus"                             |
| 2006        | Wanderlust                     | Lila                    | Telefilme                                               |
| 2005        | CSI: Nueva York                | Sarah Endecott          | Episodio: "Manhattan Manhunt"                           |
| 2005        | Clubhouse                      | Angela                  | Episodio: "Stealing Home"                               |
| 2005 - 2006 | ER                             | Zoe Butler              | Serie de televisión. 5 episodios en la temporada 12.    |
| 2004        | Sudbury                        | Antonia Owens           | Episodio piloto                                         |
| 2004        | CSI: Crime Scene Investigation | Missy Wilson            | Serie de televisión. Episodio: "Early Rollout"          |
| 2003        | The Snobs                      |                         | Telefilme                                               |
| 2003        | Sin rastro                     | Jennifer Norton         | Serie de televisión. Episodio: "Our Sons and Daughters" |
| 2003        | Less Than Perfect              | Kaitlin                 | Serie de televisión. Episodio: "The Girl Next Door".    |
| 2002        | The Scream Team                | Claire Carlyle          | Telefilme                                               |
| 2001 - 2002 | Raising Dad                    | Sarah Stewart           | Serie de televisión                                     |
| 2000        | Sex and the City               | Jenny Brier             | Serie de televisión. Episodio: "Hot Child in the City"  |

### Vídeos musicales
| Año  | Canción             | Artista   | Rol             | Notas |
| ---- | ------------------- | --------- | --------------- | ----- |
| 2013 | "Get the Girl Back" | Hanson    | Amor interesado |       |
| 2021 | "Everybody Sins"    | Andrew WK | Amor            |       |

### Audiolibros
| Año  | Título      | Rol   | Compañía de producción |
| ---- | ----------- | ----- | ---------------------- |
| 2020 | The Sandman | Death | Audible                |

## Premios y nominaciones
| Año  | Premiación                              | Categoría                                | Proyecto                           | Resultado |
| ---- | --------------------------------------- | ---------------------------------------- | ---------------------------------- | --------- |
| 2008 | Satellite Award                         | Mejor actriz - Drama cinematográfico     | Nick and Norah's Infinite Playlist | Nominada  |
| 2009 | MTV Movie Award                         | Actuación revolucionaria - Femenino      | Nick and Norah's Infinite Playlist | Nominada  |
| 2009 | Teen Choice Award                       | Mejor Actriz de Película: Música / Danza | Nick and Norah's Infinite Playlist | Nominada  |
| 2014 | People's Choice Award                   | Favoritas TV Gal Pals (con Beth Behrs)   | 2 Broke Girls                      | Nominada  |
| 2021 | Hollywood Critics Association TV Awards | Mejor actriz de reparto en una miniserie | WandaVision                        | Nominada  |